# Megaselia hendersoni
Megaselia hendersoni är en tvåvingeart som beskrevs av Ronald Henry Lambert Disney 1979. Megaselia hendersoni ingår i släktet Megaselia och familjen puckelflugor. Arten är reproducerande i Sverige. Inga underarter finns listade i Catalogue of Life.